# Contacts (émission de télévision)
Pour les articles homonymes, voir Contact.
 (janvier 2016).

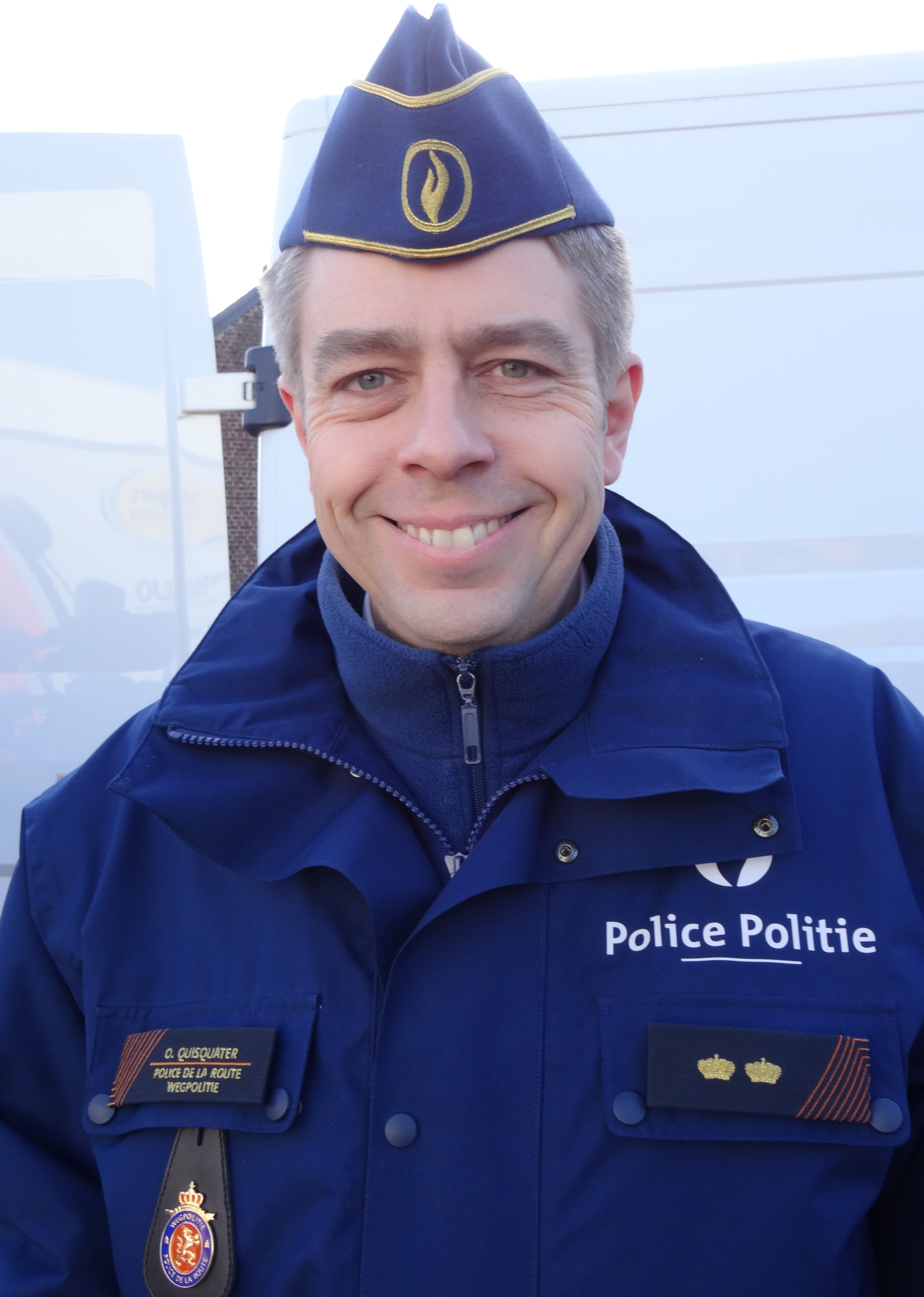
Olivier Quisquater évoquant les règles de circulation en cas de course cycliste, lors du départ du Samyn 2015 à Quaregnon.

Contacts est une émission de télévision diffusée en Belgique sur la Une (RTBF).
Présentée depuis 2001 par le commissaire Olivier Quisquater, elle présente chaque semaine des conseils de sécurité routière.
Les capsules de sécurité routière Contacts existent à la télévision belge depuis le 5 mars 1970. Elles sont produites par la police fédérale belge (autrefois la gendarmerie), l'Agence Wallonne pour la Sécurité Routière (AWSR) et Bruxelles Mobilité. 
Les présentateurs ont toujours été des gendarmes puis des policiers en activité, jusqu'en 2019 où Daniela Prepeliuc, journaliste, prend les commandes de l'émission en duo avec Olivier Quisquater :
- Claude De Bruyn (1970-1980)
- Martin Royen (1980-1983)
- Jean-Marie Tayzen (1983-1990)
- Daniel De Nève (1990-2001)
- Olivier Quisquater (2001-2019)
- Daniela Prepeliuc (2019-2023)
- Fanny Hendrick[2] (2023-)

Rendez-vous historique de la RTBF, l'émission a été parodiée par Manu Thoreau dans sa série Faux contact.